# Voorzittershamer
De voorzittershamer is een werktuig in de vorm van een hamer die een voorzitter gebruikt om een vergadering of veiling te leiden.
Met een klap van de hamer opent de voorzitter de vergadering en sluit deze weer. Ook als een voorstel is aangenomen of verworpen, wordt dat met een tik van de hamer bekrachtigd. Vaak zijn dit de enige handelingen die een voorzitter met het werktuig uitvoert. In rumoerige vergaderingen zet de hamer, of liever het geluid van het slaan op de tafel, kracht bij een oproep tot orde.
Het idee achter de hamer is dat daarmee een kort, gemarkeerd tijdstip kan worden aangegeven. Het duurt twee seconden om te zeggen "Het voorstel is aange..." en als op dat moment iemand in de zaal iets wil zeggen, dan is het onduidelijk of dat nog bijtijds was. Met een korte tik van de hamer wordt dat probleem vermeden. Vooral bij een veiling is dat duidelijk: als de hamer gevallen is kan er geen hoger bod meer worden uitgebracht. Bovendien kan de tik van de hamer duidelijk worden onderscheiden van de menselijke stem, wat vooral bij rumoerige vergaderingen van belang is.
De hamer is het uiterlijke kenmerk van de voorzitter. Vaak zijn hamers van voorzitters als burgemeesters unicaten. Het wapen van de gemeente is er bijvoorbeeld op aangebracht. Binnen de vrijmetselarij is de voorzittershamer vaak uitgevoerd als een moker, men spreekt daarom ook van de moker des gezags. Ook rechters gebruiken een hamer: "Ik heb gesproken/ geoordeeld".

## Hamerstuk
Wordt een voorstel zonder discussie aangenomen, dan spreekt men van een hamerstuk. De gebruikelijke formulering is: "Punt nummer ... van de agenda betreft het voorstel om ... Wenst iemand het woord of stemming? Zo niet dan is conform besloten. (tik)"